# 人間雜誌
《人間》是由臺灣作家陳映真創辦的報導文學月刊，1985年11月創刊。該雜誌以富有特色的報導攝影、深入追求真相的文學描述及豐富的社會關懷形成其獨特風格，並深刻影響臺灣在1980年代蓬勃興起的學生運動及社會運動。

## 歷史

### 緣起
1985年，陳映真與友人一同創設《人間》，延續高信疆在1975年中國時報「人間」副刊中之「現實的邊緣」專欄，及《夏潮》雜誌所蘊含的左翼思想。 
陳映真曾述說創立緣由：「國民黨當時是兩手打，一手是打所謂『共產黨份子』，指我們這批《夏潮》的人；另一手就是打臺獨。在挨打上，我們跟『黨外』是同一的，可是我又不能站在『黨外』的方針路線上，……這個時候，我就想，不如另開戰場吧，就想到了另辦一本雜誌，就是《人間》。」

### 編輯群
《人間》的歷任主編為潘庭松、高信疆、許南村（陳映真之筆名）、鍾喬等。《人間》在發行期間培育出大量報導文學作家及攝影專家，如陳列、藍博洲、關曉榮、蔡明德、李文吉、阮義忠等。

### 事件
在1987年1月出版的《人間》第15期，陳映真獨家專訪揭露1986年12月2日桃園機場事件中的《自立晚報》總編輯顏文閂。

### 停刊
1989年9月，《人間》因財務壓力停刊，自創刊至當時一共發行了47期。

## 特色
《人間》始終以風格強烈的攝影作品報導文化、歷史、民俗工藝製作、農村與農民、勞工、環保運動、弱勢族群等議題；這些議題在當時尚被以蔣經國為首的政府視為黑暗、禁忌或本土色彩過於濃厚。
1985年，《人間》雜誌創刊號發刊詞表明其發刊宗旨：「《人間》是以圖片和文字從事報導、發現、記錄、見證和評論的雜誌」；《人間》首任圖片編輯王信也在創刊號中定義其「報導攝影」應具報知性和指導性，也就是一種批判的態度及批評改革的力量。
《人間》之立場為左翼及統一，具社會主義思想，並聚焦於臺灣在國民黨獨裁極權與資本主義的連結下做為「反共經濟發展」體中無產階級的異化狀況。

## 外部連結
- 人間網
- 人間雜誌| Voices of Photography （页面存档备份，存于）
- Pablo 的 七分之二: 不忍人間變蒼白, 人間發刊詞 -- 因為我們相信, 我們希望, 我們愛 （页面存档备份，存于）